# Michal Nejtek
Michal Nejtek (* 20. dubna 1977 Litoměřice) je český hudební skladatel a klavírista. Hru na klavír studoval na konzervatoři v Teplicích. Následně studoval na Akademii múzických umění v Praze (obor skladba). Rovněž byl členem několika amatérských kapel. Je autorem hudebního díla Vlaková opera, k níž napsal libreto Vratislav Brabenec. Vlaková opera je označována za operu, avšak podle Nejtka se jedná spíše o performanci, přestože obsahuje operní prvky. Také aranžoval několik alb skupiny The Plastic People of the Universe do symfonické podoby. Rovněž působil ve skupině Face of the Bass.